# Malachiini
Malachiini es una tribu de coleópteros polífagos de la familia Melyridae.

## Subtribus
- Apalochrina Mulsant & Rey, 1867
- Attalina Abeille de Perrin, 1890
- Colotina Abeille de Perrin, 1890
- Ebaeina Portevin, 1931
- Ilopina Jacobson, 1911
- Malachiina Fleming, 1821
- Troglopina Mulsant & Rey, 1890

Malachiini incertae sedis
- Ablechroides Wittmer, 1976
- Ablechrus Waterhouse, 1877
- Opsablechrus Wittmer, 1967
- Tucumanius Pic, 1903